# Rånträsket
Rånträsket is een meer in Zweden. Het meer ligt in de gemeente Luleå ten noorden van tätort Råneå. Het meer wordt gevoed door de Råneälven, die ook het meer afwatert. Het meer wordt door drie eilanden van de rivier gescheiden, die in elkaars verlengde liggen en soms bij laag water aan elkaar groeien: Längholmen, Degerholmen en Kullen